# رونالد فريدمان
رونالد فريدمان (بالإنجليزية: Ronald Freedman)‏ هو إحصائي أمريكي، ولد في 8 أغسطس 1917، وتوفي في 21 نوفمبر 2007 في آن آربر في الولايات المتحدة.